# Confederación Nacional de Cooperativas de Trabajo
La Confederación Nacional de Cooperativas de Trabajo (CNCT) es una organización gremial de tercer grado que agrupa a 35 federaciones de cooperativas de trabajo de la Argentina desde 2009. Forma parte de la Alianza Cooperativa Internacional. Tiene su sede actual en el Hotel BAUEN, empresa recuperada por sus trabajadores en 2003.

## Historia
Nace en 2009 como producto de la maduración y el crecimiento organizativo del movimiento cooperativo y de la irrupción en el ámbito laboral de práctica de Autogestión. Este movimiento toma fuerza a partir de la crisis económica argentina de los años 90 provocada por el modelo neoliberal instaurado por el menemismo, que provoca cierres de fábricas y una enorme desocupación que tiene su pico más alto a fines de 2001. A partir de allí, los trabajadores inician un proceso de recuperación de empleo que encuentra en las cooperativas de trabajo su resguardo legal. Un gran número de estas entidades fueron creadas a partir del año 2003, durante el gobierno de Néstor Kirchner, a través de programas de inclusión social para la construcción de obra pública. Otro sector es el de las denominadas empresas recuperadas, que se organizaron en cooperativas para sostener su empleo. 
La CNCT representa a sus cooperativas adheridas ante los poderes públicos y en los ámbitos de integración de la Economía Social, en sus distintos niveles y jerarquías tanto a nivel nacional como en lo internacional. Forma parte de la Alianza Cooperativa Internacional (ACI).
La Organización Internacional del Trabajo la reconoce en su documento "El cooperativismo de trabajo en la Argentina: contribuciones para el diálogo social":

## Cooperativas de trabajo
Es la principal confederación que agrupa a Federaciones de Cooperativas de Trabajo. Las Cooperativas de Trabajo son asociaciones que configuran "un tipo de organización autogestionada, y que pueden ofrecer a los trabajadores la posibilidad más directa de participación y que entre las fórmulas de autogestión y cogestión resultan el modelo que combina las tres formas posibles de participación: en la propiedad, en la toma de decisiones (incluido el compromiso en la gestión) y en la distribución de excedentes" ()

## Objetivos
La Confederación tiene como objetivo elaborar políticas de planificación económica, legal y social para fortalecer al sector cooperativo de trabajo y eliminar las restricciones  y discriminaciones normativas que sufre hoy el cooperativismo de trabajo y mejorar las condiciones productivas de las empresas tanto industriales como de servicios vinculados a la construcción. El objeto se constituyó de la siguiente manera:
- Establecer un vínculo permanente de integración cooperativa entre las federaciones asociadas, fomentando el conocimiento, la ayuda mutua y la solidaridad entre ellas, generar las políticas necesarias que ayuden al desarrollo de este sector de la Economía Social, de manera tal de consolidar un rol significativo dentro del quehacer nacional.
- Desarrollar trabajos sectoriales a fin de detectar las problemáticas específicas por sectores y constituir, redes de comercialización y producción.
- Asumir la representación y defensa gremial del sector frente a las autoridades públicas, entidades privadas y al movimiento cooperativo en defensa de los intereses sociales y materiales de sus asociadas.
- Cumplir y hacer cumplir los principios de la cooperación, en particular el cooperativismo de trabajo.
- Prestar a sus Federaciones asociadas y sus cooperativas, servicios profesionales y técnicos y ejercer un control de auditoría contable, institucional y social sobre las mismas.
- Llevar adelante un plan de formación cooperativa integral de las Federaciones asociadas y sus dirigentes, de las cooperativas y aquellas entidades del mismo carácter que así lo solicitaran; desarrollando la educación y capacitación cooperativa y la formación en los aspectos técnicos, económicos, políticos y doctrinarios.
- Colocar en el mercado la producción de sus Federaciones y cooperativas asociadas, proveerles de insumos, efectuar por cuenta de las mismas operaciones de exportación e importación.
- Colaborar con los gobiernos populares democráticamente electos para el desarrollo y promoción del cooperativismo, participando en la elaboración de proyectos de ley, decretos y resoluciones y ordenanzas para el sector cooperativo.

## Consejo de administración
- Presidente: Christian Miño.
- Vicepresidente: Fabio Resino.
- Tesorero: Oscar Páez.
- Protesorero: Edelmiro Díaz.
- Secretario: José Sancha.
- Prosecretario: Alberto Rosa.
- Vocal titular. Placido Peñarrieta.
- Vocal titular: Roxana Jiménez.
- Vocal titular: Jorge Flores.
- Vocal titular: Javier Núñez.
- Vocal titular: Luis Viganotti.
- Síndico Titular: María Isabel Nicolás.
- Síndico Suplente: Raúl Garófalo.

## Federaciones
1. Federación de Cooperativas de Trabajo de Actividades Portuarias y Afines (Mar del Plata, Pcia. de Buenos Aires) Ltda.
2. Federación de Cooperativas de Trabajo de Rosario (Santa Fe) Ltda
3. Federación de Cooperativas de Trabajo de Ensenada (Buenos Aires) Ltda.
4. Red Gráfica Cooperativa Ltda.
5. Federación Asociativa de Diarios y Comunicadores Cooperativos de la República Argentina Ltda.
6. Federación de Cooperativas de Trabajo Unidas de Florencio Varela (Buenos Aires) Ltda.
7. Federación de Cooperativas Organizadas de Trabajo (Mar del Plata, Pcia. de Buenos Aires) Ltda.
8. Federación de Cooperativas de Trabajo de 1 de Mayo Quilmes (Buenos Aires) Ltda.
9. Federación de Cooperativas de Trabajo de Entre Ríos Ltda.
10. Federación Argentina de cooperativas de trabajadores Autogestionados Ltda.
11. Federación de Cooperativas de Trabajo Unidas de Corrientes Ltda.
12. Federación de Cooperativas de Trabajo de Reconquista (Santa Fe) Ltda.
13. Federación de Cooperativas de Trabajo de la República Argentina Ltda.
14. Federación de Cooperativas de Trabajo de Jujuy Ltda.
15. Federación de Cooperativas de Trabajo de Santiago del Estero Ltda.
16. Unión Misionera de Cooperativas de Trabajo Ltda.
17. Federación de Cooperativas de Trabajo obra Padre Mugica Ltda.
18. Instituto para el Financiamiento de Cooperativas de Trabajo (Córdoba) Ltda.
19. Federación de Cooperativa de Trabajo de Concordia (Entre Ríos) Ltda.
20. Federación de Cooperativas de Trabajo del Norte Argentino Ltda.
21. Federación de Cooperativas de Trabajo de Perico (Jujuy) Ltda.
22. Federación de Cooperativas de Tierra del Fuego Ltda.
23. Federación de Cooperativas de Trabajo de Catamarca Ltda.
24. Federación de Cooperativas del Sudoeste Chaqueño Ltda.
25. Federación de Cooperativas de Trabajo de Embalse (Córdoba) Ltda.
26. Federación de Cooperativas de Trabajo Manuel Belgrano (Buenos Aires) Ltda.
27. Federación de Cooperativas de Trabajo de trabajadores de la Carne y Afines Ltda.
28. Red Metalúrgica Cooperativa Ltda.
29. Federación de Cooperativas de Trabajo El Indio (Jujuy) Ltda.
30. Federación de Cooperativas de Trabajo Guaraníes del Norte Argentino Ltda.
31. Federación de Cooperativas de Trabajo Unidas de Tucumán Ltda.
32. Federación Argentina de Cooperativas de Trabajo de Tecnología, Innovación y Conocimiento Ltda.
33. Red Textil Cooperativa Ltda.
34. Federación de Organizaciones Productoras de Alimentos Ltda.
35. Federación de Cooperativas de Trabajo de la Central de Trabajadores Argentinos (CTA) de la Provincia de Buenos Aires Ltda.